# Diriku (langue)
Pour les articles homonymes, voir Diriku.

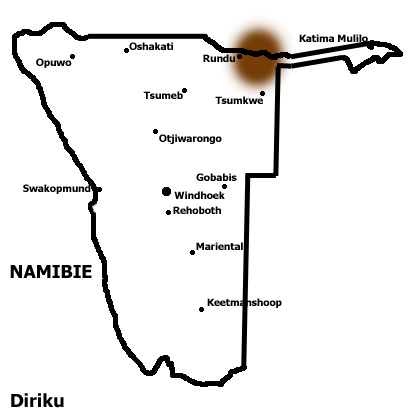
Zone de diffusion du diriku en Namibie.

Le diriku est une langue bantoue parlée en Namibie, en Angola et au Botswana.